# Thord Daniel Hedengren
Thord D. Hedengren, tidigare Thord Daniel Hedengren, född 29 mars 1980, är en svensk författare och entreprenör. Hedengren är anordnare av Skandinaviens första WordCamp, grundare av #wpbar, grundare av webbplatser och bloggar samt delägare i webbyrån Divide & Conquer i Stockholm. Han är aktiv i startups som Tech Troopers AB och BlankPage AB.
Hedengren grundade Alltid Attack Förlag som gav ut rollspel, hobbyspeltidningen Drakens Tand samt nischlitteratur.
Thord D. Hedengren är även frilansande journalist och har medverkat i bland annat MacWorld, CAP&Design, Allt om iPhone, Web Designer UK och Helsingborgs Dagblad. Han skriver en krönika i Di Digital, en webbtidning publicerad av Dagens Industri.